# 1. Frauenfußballclub Turbine Potsdam 71 2012-2013
Questa voce raccoglie le informazioni riguardanti la sezione di calcio femminile del 1. Frauenfußballclub Turbine Potsdam 71 nelle competizioni ufficiali della stagione 2012-2013.

## Maglie e sponsor
Abbandonato da quest'anno lo storico Zentrum für Aus- und Weiterbildung (Centro per la Formazione e l'Aggiornamento) con sede a Ludwigsfelde, il nuovo main sponsor era l'istituto di credito Deutsche Kreditbank, presente sulle maglie con il marchio DKB, mentre invariato era quello tecnico, Jako', fornitore delle tenute da gioco'.
|  | Casa | Trasferta |

## Organigramma societario
Area amministrativa
- Presidente: Rolf Kutzmutz

Area tecnica
- Allenatore: Bernd Schröder
- Allenatore in seconda: Dirk Heinrichs
- Allenatore in seconda: Aferdita Podvorica
- Allenatore dei portieri: Dirk Heinrichs

## Rosa
Rosa, ruoli e numeri di maglia tratti dal sito della federcalcio tedesca.
| N. |                        | Ruolo | Calciatrice       |
| -- | ---------------------- | ----- | ----------------- |
| 1  | Stati Uniti (bandiera) | P     | Alyssa Naeher     |
| 2  | Stati Uniti (bandiera) | D     | Kristin Demann    |
| 3  | Germania (bandiera)    | D     | Wibke Meister     |
| 4  | Germania (bandiera)    | D     | Johanna Elsig     |
| 5  | Germania (bandiera)    | A     | Erica Dillmann    |
| 5  | Norvegia (bandiera)    | D     | Maren Mjelde      |
| 6  | Germania (bandiera)    | C     | Keelin Winters    |
| 7  | Stati Uniti (bandiera) | C     | Sara Doorsoun     |
| 8  | Germania (bandiera)    | D     | Sandra Wiegand    |
| 8  | Norvegia (bandiera)    | C     | Andrine Hegerberg |
| 9  | Paesi Bassi (bandiera) | A     | Chantal de Ridder |
| 9  | Norvegia (bandiera)    | A     | Ada Hegerberg     |
| 10 | Germania (bandiera)    | C     | Patricia Hanebeck |
| 11 | Germania (bandiera)    | C     | Jennifer Cramer   |
| 14 | Germania (bandiera)    | D     | Jennifer Zietz    |
| 15 | Germania (bandiera)    | D     | Inka Wesely       |
| 16 | Macedonia (bandiera)   | C     | Nataša Andonova   |

| N. |                                 | Ruolo | Calciatrice            |
| -- | ------------------------------- | ----- | ---------------------- |
| 17 | Giappone (bandiera)             | A     | Yūki Ōgimi             |
| 18 | Germania (bandiera)             | D     | Alex Singer            |
| 19 | Svezia (bandiera)               | C     | Antonia Göransson      |
| 20 | Germania (bandiera)             | C     | Stefanie Mirlach       |
| 21 | Germania (bandiera)             | C     | Tabea Kemme            |
| 22 | Germania (bandiera)             | D     | Stefanie Draws         |
| 23 | Bosnia ed Erzegovina (bandiera) | D     | Lidija Kuliš           |
| 24 | Germania (bandiera)             | P     | Anna-Felicitas Sarholz |
| 25 | Scozia (bandiera)               | A     | Lisa Evans             |
| 26 | Belgio (bandiera)               | D     | Heleen Jaques          |
| 29 | Camerun (bandiera)              | C     | Jeannette Yango        |
| 31 | Germania (bandiera)             | C     | Pauline Bremer         |
| 26 | Germania (bandiera)             | P     | Ann-Katrin Berger      |
| 27 | Germania (bandiera)             | A     | Sandra Starke          |
| 30 | Guinea Equatoriale (bandiera)   | A     | Genoveva Añonma        |
|    | Germania (bandiera)             | D     | Sandra Wiegand         |
|    | Germania (bandiera)             | D     | Jennifer Zietz         |

## Calciomercato

### Sessione estiva
| Acquisti | Acquisti        | Acquisti  | Acquisti |
| R.       | Nome            | da        | Modalità |
| -------- | --------------- | --------- | -------- |
| C        | Jeannette Yango | Kattowitz |          |

| Cessioni | Cessioni       | Cessioni | Cessioni |
| R.       | Nome           | a        | Modalità |
| -------- | -------------- | -------- | -------- |
| D        | Sandra Wiegand |          |          |

### Sessione invernale
| Acquisti | Acquisti          | Acquisti        | Acquisti                  |
| R.       | Nome              | da              | Modalità                  |
| -------- | ----------------- | --------------- | ------------------------- |
| D        | Maren Mjelde      | Arna-Bjørnar    |                           |
| D        | Sandra Wiegand    |                 |                           |
| C        | Pauline Bremer    | Turbine Potsdam | aggregata dalle giovanili |
| C        | Andrine Hegerberg | Stabæk          |                           |
| A        | Ada Hegerberg     | Stabæk          |                           |

| Cessioni         | Cessioni          | Cessioni | Cessioni |
| R.               | Nome              | a        | Modalità |
| ---------------- | ----------------- | -------- | -------- |
| A                | Chantal de Ridder | Ajax     |          |
| A                | Erica Dillmann    |          |          |
| Altre operazioni |                   |          |          |
| R.               | Nome              | a        | Modalità |
|                  |                   |          |          |

## Risultati

### Frauen-Bundesliga

#### Girone di andata
| Arbitro: | Storch-Schäfer (Petersberg) |

|          |           | |
| Mann 55’ | Marcatori | 8’ Winters 29’ Hanebeck 49’ Evans 57’ Mirlach 64’ Ōgimi 76’, 77’ Añonma 79’ Andonova 81’ (aut.) Dongus |

| Potsdam 14 novembre 2012, ore 16:00 CET 2ª giornata | Turbine Potsdam | 0 – 0 referto | Friburgo | Karl-Liebknecht-Stadion (1 350 spett.)\| Arbitro: \| Wozniak (Herne) \| |
| Arbitro:                                            | Wozniak (Herne) |               |          |                                                                         |

| Arbitro: | Baitinger (Friesenheim) |

|  |           |                                                   |
|  | Marcatori | 15’ Hanebeck 18’ Ōgimi 64’ Andonova 84’ Göransson |

| Arbitro: | Hussein (Bad Harzburg) |

|           |           |                             |
| Ōgimi 71’ | Marcatori | 59’ Garefrekes 18’ Bajramaj |

| Arbitro: | Appelmann (Alzey) |

|                                     |           |           |
| Ōgimi 71’, 53’, 55’, 64’ Añonma 28’ | Marcatori | 44’ Maier |

| Arbitro: | Kurtes (Düsseldorf) |

|                |           |           |
| Añonma 4’, 42’ | Marcatori | 83’ Hagen |

| Arbitro: | Illing (Limbach-Oberfrohna) |

|  |           |                                  |
|  | Marcatori | 55’ Evans 69’ Doorsoun 89’ Ōgimi |

| Arbitro: | Söder (Ingolstadt) |

|                                               |           |            |
| Göransson 23’, 57’, 73’ Evans 35’ Winters 45’ | Marcatori | 66’ Mester |

| Arbitro: | Heimann (Gladbeck) |

|                            |           |                                                 |
| Kerschowski 14’ Linden 36’ | Marcatori | 26’ Göransson 28’ Mirlach 76’, 90’ (rig.) Ōgimi |

| Arbitro: | Baitinger (Friesenheim) |

|                 |           |           |
| Keßler 82’, 90’ | Marcatori | 44’ Evans |

| Arbitro: | Eisenhardt (Holzgerlingen) |

|                                     |           |  |
| Añonma 18’, 40’, 57’ Ōgimi 66’ (83) | Marcatori |  |

#### Girone di ritorno
| Arbitro: | Derlin (Bad Schwartau) |

|                                                             |           |  |
| Hegerberg 13’, 57’ Andonova 18’, 90’ Kemme 30’ Hanebeck 69’ | Marcatori |  |

| Arbitro: | Baitinger (Friesenheim) |

|             |           |                                    |
| Höfflin 57’ | Marcatori | 39’ Hegerberg 45’ Bremer 60’ Ōgimi |

| Arbitro: | Illing (Limbach-Oberfrohna) |

|                                                                             |           |          |
| Göransson 7’ Añonma 20’ Bremer 29’ Ōgimi 45’ (rig.) Hegerberg 73’ Draws 79’ | Marcatori | 9’ Silva |

| Arbitro: | Kurtes (Düsseldorf) |

|               |           |  |
| Behringer 21’ | Marcatori |  |

| Arbitro: | Heimann (Gladbeck) |

|  |           |                                    |
|  | Marcatori | 13’ Ōgimi 24’ Göransson 83’ Añonma |

| Arbitro: | Storch-Schäfer (Petersberg) |

|                 |           |  |
| Lotzen 46’, 72’ | Marcatori |  |

| Arbitro: | Rafalski (Baunatal) |

|                                                                     |           |  |
| Schiewe 2’ (aut.), 24’ (aut.) Göransson 40’ Ōgimi 55’ Hegerberg 85’ | Marcatori |  |

| Arbitro: | Appelmann (Alzey) |

|          |           |  |
| Wolf 71’ | Marcatori |  |

| Arbitro: | Lohmeyer (Holtland) |

|                           |           |  |
| Ōgimi 42’ Añonma 71’, 85’ | Marcatori |  |

| Arbitro: | Baitinger (Friesenheim) |

|                         |           |  |
| Andonova 15’ Bremer 38’ | Marcatori |  |

| Arbitro: | Eisenhardt (Holzgerlingen) |

|  |           |                      |
|  | Marcatori | 44’ Cramer 62’ Ōgimi |

### DFB-Pokal
| Arbitro: | Rafalski (Baunatal) |

|                                       |           |                                     |
| Añonma 24’, 26’, 67’ Winters 52’, 71’ | Marcatori | 8’ Dallmann 50’ Ioannidou 65’ Costa |

| Arbitro: | Storch-Schäfer (Petersberg) |

|  |           |             |
|  | Marcatori | 28’ Winters |

| Arbitro: | Eisenhardt (Holzgerlingen) |

|  |           |            |
|  | Marcatori | 35’ Añonma |

| Arbitro: | Wozniak (Herne) |

|                                               |           |           |
| Evans 51’, 118’ Ōgimi 101’ (rig.) Bremer 120’ | Marcatori | 81’ Hagen |

| Arbitro: | Rafalski (Worms) |

|                             |           |                            |
| Müller 45’, 52’ Pohlers 55’ | Marcatori | 59’ Evans 62’ (rig.) Ōgimi |

### UEFA Women's Champions League
| Arbitro: | Anastasija Pustovojtova |

|               |           |                                       |
| Coutereels 6’ | Marcatori | 15’, 36’ Andonova 38’ (aut.) Courtois |

| Arbitro: | Lina Lehtovaara |

|                                                 |           |  |
| Andonova 18’, 47’, 90+3’ Ōgimi 45+3’ Añonma 87’ | Marcatori |  |

| Arbitro: | Esther Azzopardi |

|                       |           |           |
| Chapman 70’ White 82’ | Marcatori | 90’ Ōgimi |

| Arbitro: | Carina Vitulano |

|                                |           |                               |
| Göransson 48’, 59’ Winters 55’ | Marcatori | 27’, 34’, 57’ Smith 81’ White |

## Statistiche

### Statistiche di squadra
| Competizione         | Punti | In casa | In casa | In casa | In casa | In casa | In casa | In trasferta | In trasferta | In trasferta | In trasferta | In trasferta | In trasferta | Totale | Totale | Totale | Totale | Totale | Totale | DR  |
| Competizione         | Punti | G       | V       | N       | P       | Gf      | Gs      | G            | V            | N            | P            | Gf           | Gs           | G      | V      | N      | P      | Gf     | Gs     | DR  |
| -------------------- | ----- | ------- | ------- | ------- | ------- | ------- | ------- | ------------ | ------------ | ------------ | ------------ | ------------ | ------------ | ------ | ------ | ------ | ------ | ------ | ------ | --- |
| Frauen Bundesliga    | 49    | 11      | -       | -       | -       | -       | -       | 11           | -            | -            | -            | -            | -            | 22     | 16     | 1      | 5      | 70     | 16     | +54 |
| DFB-Pokal der Frauen | -     | -       | -       | -       | -       | -       | -       | -            | -            | -            | -            | -            | -            | 5      | 4      | 0      | 1      | 13     | 7      | +6  |
| Champions League     | -     | 2       | 1       | 0       | 1       | 8       | 4       | 2            | 1            | 0            | 1            | 4            | 3            | 4      | 2      | 0      | 2      | 12     | 7      | +5  |
| Totale               | -     | -       | -       | -       | -       | -       | -       | -            | -            | -            | -            | -            | -            | 31     | 22     | 1      | 8      | 95     | 30     | +65 |

### Andamento in campionato
| Giornata  | 1 | 2 | 3 | 4 | 5 | 6 | 7 | 8 | 9 | 10 | 11 | 12 | 13 | 14 | 15 | 16 | 17 | 18 | 19 | 20 | 21 | 22 |
| --------- | - | - | - | - | - | - | - | - | - | -- | -- | -- | -- | -- | -- | -- | -- | -- | -- | -- | -- | -- |
| Luogo     | T | C | T | C | C | C | T | C | T | T  | C  | C  | T  | C  | T  | T  | T  | C  | T  | C  | C  | T  |
| Risultato | V | N | V | P | V | V | V | V | V | P  | V  | V  | V  | V  | P  | V  | P  | V  | P  | V  | V  | V  |
| Posizione | 1 | 1 | 1 | 4 | 2 | 2 | 2 | 2 | 2 | 2  | 2  | 2  | 2  | 2  | 2  | 2  | 3  | 2  | 3  | 3  | 3  | 2  |

Legenda:

Luogo: C = Casa; T = Trasferta. Risultato: V = Vittoria; N = Pareggio; P = Sconfitta.

### Statistiche delle giocatrici
| Giocatore     | Frauen-Bundesliga | Frauen-Bundesliga | Frauen-Bundesliga | Frauen-Bundesliga | DFB-Pokal der Frauen | DFB-Pokal der Frauen | DFB-Pokal der Frauen | DFB-Pokal der Frauen | Champions League | Champions League | Champions League | Champions League | Totale   | Totale | Totale      | Totale     |
| Giocatore     | Presenze          | Reti              | Ammonizioni       | Espulsioni        | Presenze             | Reti                 | Ammonizioni          | Espulsioni           | Presenze         | Reti             | Ammonizioni      | Espulsioni       | Presenze | Reti   | Ammonizioni | Espulsioni |
| ------------- | ----------------- | ----------------- | ----------------- | ----------------- | -------------------- | -------------------- | -------------------- | -------------------- | ---------------- | ---------------- | ---------------- | ---------------- | -------- | ------ | ----------- | ---------- |
| N. Andonova   | 10                | 5                 | 1                 | 0                 | 2                    | 0                    | 0                    | 0                    | 3                | 5                | 0                | 0                | 15       | 10     | 1           | 0          |
| G. Añonma     | 18                | 12                | 1                 | 0                 | 5                    | 4                    | 3                    | 0                    | 2                | 1                | 0                | 0                | 25       | 17     | 4           | 0          |
| A. Berger     | 0                 | 0                 | 0                 | 0                 | 0                    | 0                    | 0                    | 0                    | 0                | 0                | 0                | 0                | 0        | 0      | 0           | 0          |
| P. Bremer     | 11                | 3                 | 0                 | 0                 | 2                    | 1                    | 0                    | 0                    | -                | -                | -                | -                | 13       | 4      | 0           | 0          |
| J. Cramer     | 20                | 1                 | 5                 | 0                 | 5                    | 0                    | 1                    | 0                    | 4                | 0                | 0                | 0                | 29       | 1      | 6           | 0          |
| C. De Ridder  | -                 | -                 | -                 | -                 | -                    | -                    | -                    | -                    | -                | -                | -                | -                | -        | -      | -           | -          |
| K. Demann     | 3                 | 0                 | 0                 | 0                 | -                    | -                    | -                    | -                    | -                | -                | -                | -                | 3        | 0      | 0           | 0          |
| E. Dillmann   | 0                 | 0                 | 0                 | 0                 | 0                    | 0                    | 0                    | 0                    | 1                | 0                | 0                | 0                | 1        | 0      | 0           | 0          |
| S. Doorsoun   | 14                | 1                 | 4                 | 0                 | 3                    | 0                    | 0                    | 0                    | 4                | 0                | 0                | 0                | 21       | 1      | 4           | 0          |
| S. Draws      | 21                | 1                 | 0                 | 0                 | 5                    | 0                    | 0                    | 0                    | 4                | 0                | 0                | 0                | 30       | 1      | 0           | 0          |
| J. Elsig      | 2                 | 0                 | 0                 | 0                 | -                    | -                    | -                    | -                    | -                | -                | -                | -                | 2        | 0      | 0           | 0          |
| L. Evans      | 19                | 4                 | 2                 | 0                 | 5                    | 3                    | 0                    | 0                    | 3                | 0                | 0                | 0                | 27       | 7      | 2           | 0          |
| A. Göransson  | 22                | 8                 | 0                 | 0                 | 5                    | 0                    | 0                    | 0                    | 4                | 2                | 1                | 0                | 31       | 10     | 1           | 0          |
| P. Hanebeck   | 18                | 3                 | 2                 | 0                 | 5                    | 0                    | 0                    | 0                    | 4                | 0                | 0                | 0                | 27       | 3      | 2           | 0          |
| Ad. Hegerberg | 11                | 5                 | 0                 | 0                 | 2                    | 0                    | 0                    | 0                    | -                | -                | -                | -                | 13       | 5      | 0           | 0          |
| An. Hegerberg | 3                 | 0                 | 1                 | 0                 | 1                    | 0                    | 0                    | 0                    | -                | -                | -                | -                | 4        | 0      | 1           | 0          |
| H. Jaques     | 9                 | 0                 | 0                 | 0                 | 3                    | 0                    | 0                    | 0                    | 3                | 0                | 0                | 0                | 15       | 0      | 0           | 0          |
| T. Kemme      | 15                | 1                 | 0                 | 0                 | 3                    | 0                    | 0                    | 0                    | 3                | 0                | 0                | 0                | 21       | 1      | 0           | 0          |
| L. Kuliš      | -                 | -                 | -                 | -                 | -                    | -                    | -                    | -                    | -                | -                | -                | -                | -        | -      | -           | -          |
| W. Meister    | 3                 | 0                 | 0                 | 0                 | -                    | -                    | -                    | -                    | -                | -                | -                | -                | 3        | 0      | 0           | 0          |
| S. Mirlach    | 11                | 2                 | 1                 | 0                 | 0                    | 0                    | 0                    | 0                    | 1                | 0                | 0                | 0                | 12       | 2      | 1           | 0          |
| M. Mjelde     | 11                | 0                 | 0                 | 0                 | 2                    | 0                    | 0                    | 0                    | -                | -                | -                | -                | 13       | 0      | 0           | 0          |
| A. Naeher     | 22                | -16               | 1                 | 0                 | 5                    | -7                   | 0                    | 0                    | 3                | -6               | 0                | 0                | 30       | -29    | 1           | 0          |
| Y. Ōgimi      | 21                | 18                | 1                 | 0                 | 5                    | 2                    | 2                    | 0                    | 4                | 2                | 0                | 0                | 30       | 22     | 3           | 0          |
| A. Sarholz    | -                 | -                 | -                 | -                 | -                    | -                    | -                    | -                    | 1                | -1               | 0                | 0                | 1        | -1     | 0           | 0          |
| A. Singer     | 18                | 0                 | 0                 | 0                 | 4                    | 0                    | 1                    | 0                    | 2                | 0                | 0                | 0                | 24       | 0      | 1           | 0          |
| S. Starke     | 1                 | 0                 | 0                 | 0                 | 0                    | 0                    | 0                    | 0                    | 0                | 0                | 0                | 0                | 1        | 0      | 0           | 0          |
| I. Wesely     | -                 | -                 | -                 | -                 | -                    | -                    | -                    | -                    | -                | -                | -                | -                | -        | -      | -           | -          |
| S. Wiegand    | -                 | -                 | -                 | -                 | -                    | -                    | -                    | -                    | -                | -                | -                | -                | -        | -      | -           | -          |
| K. Winters    | 9                 | 2                 | 0                 | 0                 | 2                    | 3                    | 0                    | 0                    | 3                | 1                | 0                | 0                | 14       | 6      | 0           | 0          |
| J. Yango      | 3                 | 0                 | 0                 | 1                 | 0                    | 0                    | 0                    | 0                    | 1                | 0                | 0                | 0                | 4        | 0      | 0           | 1          |
| J. Zietz      | -                 | -                 | -                 | -                 | -                    | -                    | -                    | -                    | -                | -                | -                | -                | -        | -      | -           | -          |